# Culminație
În astronomie, culminația unei planete, stele, constelații etc. este altitudinea (sau unghiul de elevație) atins de un obiect în tranzit peste meridianul unui observator.
Pe parcursul unei zile siderale, un obiect astronomic va traversa meridianul de două ori: o dată, la culminația superioară, atunci când este la cel mai înalt punct (apogeu), așa cum se vede de pe Pământ, și o dată la culminația inferioară, adică la punctul său cel mai jos (perigeu). De multe ori, prin culminație se înțelege culminație superioară.
Culminația unui obiect, măsurată în grade la apogeu, este:
α = (90 – λ+δ)
unde  este λ este latitudinea observatorului și δ este declinația obiectului.
În general, soarele este vizibil la culminația superioară (la amiază) și invizibil la culminația inferioară (la miezul nopții). Dar în timpul iernii, în apropiere de Polul Nord, soarele este sub orizont la ambele culminații. 
În cea mai mare parte a emisferei nordice, Steaua Polară și restul de stele din constelația Ursa Mică pot fi văzute rotindu-se în jurul polului ceresc și sunt toate vizibile la ambele culminații, atâta timp cât cerul este suficient de întunecat. Astfel de stele, care nu apun niciodată față de locul observatorului, sunt numite stele circumpolare.
Următoarele trei exemple ilustrează toate cele trei cazuri, în funcție de latitudinea observatorului și declinația corpului ceresc.
I)    Obiectul se află deasupra orizontului și la culminația superioară (apogeu) și la culminația inferioară (perigeu): este circumpolar, adică |declinația + latitudinea |> 90°(de exemplu, în cazul în care valoarea absolută a declinației este mai mare decât colatitudinea, în emisfera corespunzătoare). 
III)  Obiectul este sub orizont, chiar și la culminația superioară, adică în cazul în care | declinație - latitudine |> 90 ° (de exemplu, dacă, în valoare absolută, declinația este mai mare decât colatitudinea, în emisfera opusă);
III)  Culminația superioară (apogeul) este deasupra orizontului, iar cea inferioară (perigeul) este sub orizont, astfel încât corpul ceresc răsare și apune zilnic.
Al treilea caz se aplică pentru obiectele din acea parte a cerului plin egală cu cosinusul latitudinii (la ecuator, și se aplică pentru toate obiectele, cerul rotindu-se în jurul  liniei orizontale nord-sud; la poli nu se aplică niciunui obiect, cerul rotindu-se în jurul liniei verticale). Primul și al doilea caz se aplică pentru fiecare jumătate de cer rămasă.
Timpul de la o culminație superioară (un apogeu) la alta este de aproximativ 24 de ore, iar de la un apogeu la un perigeu, de aproximativ 12 ore. Mișcarea Pământului pe orbita sa și mișcările proprii și improprii ale corpului ceresc pot afecta perioada de timp dintre culminațiile succesive ale unui corp ceresc. Din cauza mișcărilor proprii și improprii ale Soarelui, o zi solară (timpul dintre două culminații ale Soarelui) este mai mare decât o zi siderală (timpul dintre două culminații ale unei stele fixe). Diferența medie este 1/365.24219 deoarece Pământul are nevoie de 365.24219 zile pentru a orbita în jurul Soarelui.
Un exemplu cu Soarele: 
Alegem o zi de vară în care declinația Soarelui este de +20°. Pentru a afla culminațiile, unghiul complementar de 70 ° (de la soare la poli) se adaugă ori se scade din latitudinea observatorului:                                                                                                                                                                                                     
La o latitudine de 52 ° N, culminația superioară este la 58°, în sud, iar culminația inferioară este  la -18 °, sub orizont, în partea de nord. Aceasta se calculează astfel: 52 °+70° = 122 °(unghiul de 58 ° fiind suplementar) pentru culminația superioară, și de 52 ° -70° = -18° pentru culminația minimă.
La o latitudine de 80°N, culminația superioară este la +30°, în sud, iar culminația inferioară la  +10 °, tot deasupra orizontului (Soarele de la Miezul Nopții), în partea de nord.